# Akram Roumani
Akram Roumani (Fez, 1 april 1978) is een Marokkaanse voetballer die sinds 2007 uitkomt voor FUS de Rabat. Roumani is een verdediger.

## Jeugdcarrière
- 1985-1996:  Maghreb Fez

## Profcarrière
- 1996-2000:  Maghreb Fez  ? (?)
- 1996-1998:  VPS Vaasa (uitleenbeurt)  54 (0)
- 2000-2007:  RC Genk  104 (2)
- 2005-2007:  RBC Roosendaal (uitleenbeurt)  30 (0)
- 2007-2010:  FUS de Rabat  ? (?)